# Thea Kellner
Thea Kellner (ur. 6 marca 1914) – rumuńska florecistka, uczestniczka Igrzysk Olimpijskich w 1936 w Berlinie. Na igrzyskach uczestniczyła w turnieju indywidualnym florecistek, w którym odpadła w pierwszej rundzie.